# Ниджо
Лейди Ниджо (на японски: 後深草院二条, Lady Nijō) (родена 1258, починала след 1307), е японска писателка, автор на автобиографията „Нечакана повест“ (とはずがたり Товадзугатари, написана втората половина на XIII век – едно от най-значимите произведения на средновековната японска литература.

## Биография
Дневникът „Нечакана повест“, написан около 1307 – 1308 година, бил открит едва през 1940 година от изтъкнатия японски литературовед Ямагиши Токухей и е единственият източник на исторически данни за живота на авторката му.
Истинското име на Лейди Ниджо не е известно, а името „Ниджо“ ѝ е било дадено в императорския двор: това не е изключение на фона на литературната традиция в Средновековна Япония. Ниджо (буквално преведено: втора главна улица) е придворен ранг, така е била наричана тя в двореца и с това име е влязла в историята на японската литература.
Ниджо е родена през 1258 година. Баща ѝ – старши придворен съветник Кога Масатада – е бил потомък на някога могъщ знатен род. Ето защо в него живеят огорчението и болката за увехналата слава на рода и огромните амбиции да я възвърне. Той възлага на дъщеря си големи надежди, като съзнателно се стреми да я направи конкубина на императора и майка на принц.
Майка ѝ – госпожа Сукедай, е била придворна дама. Тя умира твърде рано – когато Ниджо е била на две години. Нейното име се споменава само на няколко места в „Нечакана повест“, но присъствието ѝ в живота на авторката, а съответно и в произведението ѝ – история на нейната съдба – е много силно и сложно и не се ограничава само с преките записки.
През 1242 година по решение на правителството Бакуфу император става Госага, който е имал двама синове – Го-Фукакуса и Камеяма. Го-Фукакуса, с чието име е тясно свързан животът на Ниджо, се възкачва на престола през 1246 година, когато е бил на четиригодишна възраст и остава на престола до 1256 година. Госпожа Сукедай – е била първата жена в живота на Го-Фукакуса, която му разкрива тайнствата на любовта и в него пламва силна любов и привързаност към нея. Но както сам признава на Ниджо в „Нечакана повест“, тогава той е бил още малък и не е посмял да ѝ изкаже своите чувства, а през това време Масатада я отмъква и се оженва за нея. Така се ражда самата Ниджо, а не след дълго майка ѝ умира.
Го-Фукакуса взима Ниджо в двореца още от четиригодишната ѝ възраст и започва да я възпитава там. Когато тя навършва четиринадесет години, той я прави своя наложница и скоро Ниджо става негова фаворитка и се ползва с изключителното му благоразположение и любов. А когато на шестнадесет години му ражда син, съществува съвсем реална възможност именно той да бъде обявен за наследник на престола, въпреки сравнително ниския ѝ придворен ранг. Трябва да се отбележи, че в Япония не са съществували пречки и синовете на императора от наложниците му да бъдат обявени за престолонаследници, стига майките да са от благороден произход. Но за нещастие детето на Ниджо умира, преди да навърши две години. Оттук отношенията ѝ с Го-Фукакуса започват да избледняват, за което тя самата пише: „Заспивах, измъчвана от обиди и преследвана от угризения, и насън виждах как пропастта между мен и Негово Величество все повече се увеличава, но не можех да направя нищо“.
Обидите очевидно са свързани със сложните ѝ взаимоотношения със съпругата на Го-Фукакуса – ексимператрицата Хигаши Ниджоин. Тя се е падала леля на Го-Фукакуса и е била доста по-възрастна от него. Хигаши Ниджоин е изпитвала силна ревност и ненавист към по-младите му наложници и най-вече към Ниджо. Ниджо описва в дневника си как ексимператрицата я изхвърля от своята свита и най-настойчиво кара Го-Фукакуса изобщо да я изгони от двореца. Го-Фукакуса дълго се съпротивлява, но накрая ексимператрицата успява да постигне своето и пропъжда Ниджо от двореца, може би защото самият Го-Фукакуса вече не държи много на нея. Отчасти това е свързано и със собствените прегрешения на Ниджо, за които тя пише – „преследвана от угризения“.
Успоредно с развитието на отношенията между Ниджо и Го-Фукакуса в дневника са описани и любовните ѝ връзки със Сайонджи Санекане – един от най-влиятелните велможи по онова време. Него в своя дневник тя нарича „мъжа, към когото питаех най-нежни чувства и можех да нарека своя първи любим, мъжа, с когото ме свързваха толкова много неща…“.
Ниджо е била силно привързана към Санекане, но отново я постига зла участ. Случва се така, че Ниджо ражда почти едновременно с първата жена на Санекане, чието дете умира при раждането. И тъй като връзките ѝ със Санекане трябва да бъдат запазени в тайна, сменят нейната дъщеря с мъртвото дете и тя успява да я зърне само за миг.
После, без да посмее да се противопостави на волята на ексимператора, Ниджо става любовница на неговия братовчед – високопоставения будистки свещеник от храма Ниннаджи. В своето произведение тя му дава поетичното има Ариаке-но Цуки – „предутринен месец“, което присъства като образ в някои от стихотворенията. Отначало тази връзка не ѝ носи никаква радост, но постепенно тя се привързва към Ариаке и осъзнава, че той е последната ѝ опора и гаранция за сигурност. От него ражда две деца, по първото умира, а за второто не споменава нищо. На будистките монаси по онова време е било абсолютно забранено да поддържат любовни отношения с жени и греховната връзка между Ниджо и Ариаке е може би единствена по рода си в средновековната японска литература. Образът на Ариаке, чиято душа и след смъртта продължава да блуждае по тъмните пътеки, разкъсвана от любовните страсти, е един от най-интересните в произведението с душевната си раздвоеност.
След смъртта на Ариаке Ниджо изгубва и последната си подкрепа в двореца. Го-Фукакуса също охладнява към нея, една от най-важните причини е може би връзката ѝ с най-жестокия му враг, брат му Камеяма, както и неговата собствена непоследователна натура. Всичко това позволява на ексимператрицата Хигаши Ниджоин да изпълни най-накрая коварните си замисли и да изгони от двореца ненавистната конкурентка.
На тридесет и една годишна възраст Ниджо приема монашески сан и в духа на традициите на времето става странствуваща монахиня и тръгва да броди из страната.
Първото си пътешествие Ниджо извършва през 1289 година на тридесет и две годишна възраст. Тя продължава да пътува из страната до четиридесет и седем годишна възраст, тоест около петнадесет години, като през това време успява да посети двадесет и четири различни места и стига до най-отдалечените краища на Япония.
В композиционно отношение „Нечакана повест“ се дели на пет свитъка, като в първите три е описан животът на Ниджо в императорския дворец, а четвърти и пети свитъци представляват дневник на пътешествията ѝ. Освен това „Нечакана повест“ е най-дългото произведение в дневниковия жанр. Един от основните текстологични въпроси е свързан с прехода от трети към четвърти свитък. В повествованието липсва описанието на четири години, от 1285 до 1289, като в началото на четвърти свитък Ниджо се появява направо в монашеско одеяние, без да обяснява кога и как е приела монашески сан. Това кара някои специалисти да твърдят, че е бил изгубен цял свитък.
Изключително важно място в „Нечакана повест“ заемат стиховете, където стихотворенията са неравностойни. Важното е, че наред със схематичните и конюнктурни стихотворения, в дневника има и образци на най-висока поезия. Стихотворенията в „Нечакана повест“ принадлежат към най-древния поетичен вид в Япония – вака („японски петстишия“). В тях няма рима (японската поезия изобщо не познава римата), а единственият организационен принцип е групирането на сричките в петте реда по твърдо установена схема: 5-7-5-7-7.
„Нечакана повест“ е първият превод на творба от японската класическа литература на български език и е издадена през 1981 г. от Издателство „Христо Г. Данов“ и преводач Цветана Кръстева.